# Xenillus ionthadosus
Xenillus ionthadosus är en kvalsterart som beskrevs av Tyler A. Woolley och Harold G. Higgins 1966. Xenillus ionthadosus ingår i släktet Xenillus och familjen Xenillidae. Inga underarter finns listade i Catalogue of Life.